# Fritigerno
Fritigerno (in gotico: Frithugairns, "desideroso di pace"; ... – 380) è stato un sovrano visigoto, re dei Visigoti o Tervingi (369-380), fu uno dei principali re-guerrieri germanici che combatté nella guerra gotica (376-382).

## Biografia
Le prime fonti che menzionano il nome di Fritigerno vengono dal periodo in cui l'Imperatore romano, Valente, combatté contro i Visigoti tra il 367 e il 369, e al tempo dell'invasione degli Unni (375). In questo periodo i Visigoti si erano divisi in due diversi partiti, uno seguace di Fritigerno e l'altro di Atanarico, un condottiero visigoto che era pagano della tradizione mitologica germana, mentre Fritigerno, probabilmente per ottenere maggior credito presso Valente, al quale aveva chiesto aiuto nella guerra civile contro Atanarico, si era convertito al Cristianesimo, per la precisione al credo ariano.
Gli Unni, giunti nel frattempo in Europa, avevano sconfitto gli Alani e sottomesso i Goti dell'est o Ostrogoti, cominciarono a esercitare pressione sui confini delle terre abitate dai Visigoti; a questo punto il gruppo di Visigoti guidato da Atanarico, incalzato dagli Unni, si ritirò in Transilvania, dopo aver perso gran parte delle sue ricchezze; questo fatto causò il passaggio di molti Visigoti dal gruppo di Atanarico a quello di Fritigerno, che implorò l'ammissione in territorio romano e riuscì a persuadere Valente a consentire a lui e alle sue genti di attraversare il Danubio e trovare salvezza nella provincia romana della Mesia. Secondo gli accordi, i goti sarebbero stati coscritti nell'esercito romano e a loro sarebbe stata concessa piena cittadinanza, ma in realtà non accadde niente di tutto questo.
Durante l'autunno del 376, mentre i romani controllavano le genti di Fritigerno e Alavivo a stabilirsi nella Mesia, gli Ostrogoti, guidati da Alateo e Safrax, entrarono nelle terre dell'impero dai valichi non presidiati dalle guarnigioni impegnate coi Visigoti; la presenza di troppe persone in un'area ristretta, come la provincia della Mesia, che era stata loro assegnata portò ad una penuria di cibo, che, nel 377, causò una carestia, e dette inizio delle ostilità tra Romani e Goti. Fritigerno chiese aiuto ai governanti della provincia, Flavio Lupicino e Massimo, i quali, anziché rispondere all'appello, decisero di approfittare della situazione e vendere provvigioni al mercato nero a prezzi esorbitanti. I Goti furono costretti a vendere i propri bambini come schiavi per sopravvivere e, come era pratica romana per liberarsi di personaggi scomodi, alcuni dei leader goti invitati ad un banchetto organizzato dai romani, furono uccisi mentre altri vennero presi in ostaggio. Probabilmente tra questi ultimi era Alavivo (da quel momento non si sa più nulla di lui), probabilmente fu catturato o ucciso, mentre Fritigerno riuscì a rientrare al suo accampamento, riunendosi alle sue genti per diventarne leader supremo, che diede inizio alle ostilità contro l'impero romano. Fritigerno guidò i suoi uomini alla vittoria contro le truppe di Lupicino nella battaglia di Marcianopoli; questa sconfitta creò un vuoto nella difesa nella regione che permise ai goti di prendere il controllo effettivo della più ricca Tracia. La crisi continuò nel 378 e, il 9 agosto di quell'anno, Fritigerno vendicò la sconfitta subita dalle sue genti alla battaglia di Naisso di 109 anni prima con la vittoria nella battaglia di Adrianopoli (378) una delle peggiori sconfitte dei Romani, nella quale l'imperatore Valente fu ucciso. Dopo la clamorosa vittoria sul campo i Goti, sconsigliati da Fritigerno, tentarono inutilmente di conquistare Adrianopoli e poi si voltarono verso Costantinopoli, che non poté essere conquistata per la mancanza di macchine da assedio appropriate.
Fritigerno continuò a combattere i romani con alterne fortune per i due anni successivi, venendo riconosciuto dalla maggior parte dei visigoti come re. Quando morì, Atanarico fu riconosciuto come capo da tutti i Visigoti e divenne di fatto il primo re universalmente riconosciuto dalla totalità delle genti visigote, il quale riuscì infine a firmare una pace con l'imperatore Teodosio I.